# Altonaer Theater

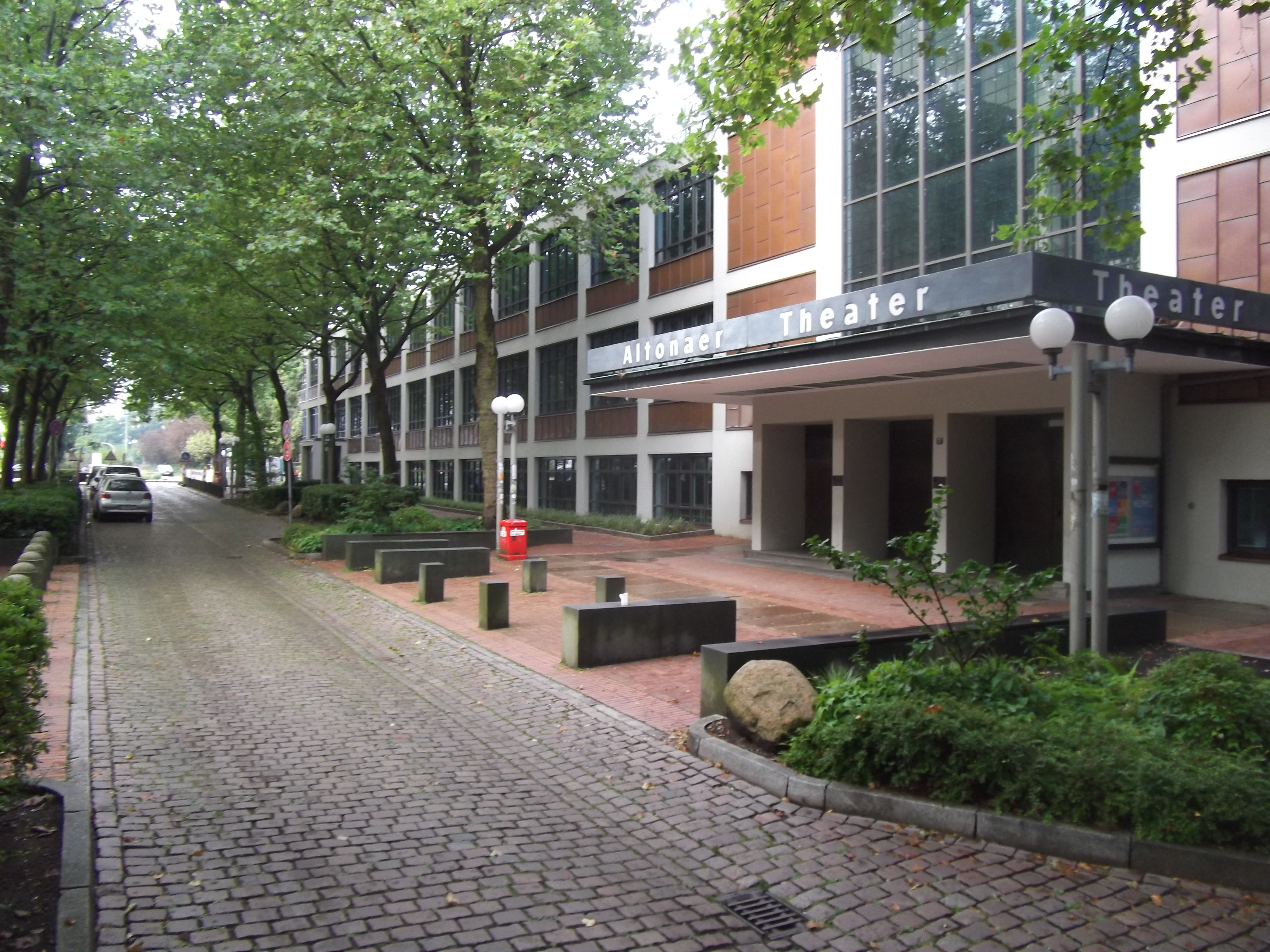
Altonaer Theater in der Museumstraße in Ottensen (2015)

Das Altonaer Theater (bis zur Eingemeindung Altonas nach Hamburg Altonaer Stadttheater) ist ein privates Hamburger Theater, das Literatur auf die Bühne bringt, darunter Klassiker, internationale Bestseller und junge deutsche Literatur. So waren bereits Anna Karenina, Der Steppenwolf, Die Vermessung der Welt oder Der Hundertjährige, der aus dem Fenster stieg und verschwand zu sehen. Bis 1994 war Hans Fitze Intendant, seit 1995 Axel Schneider.

## Geschichte

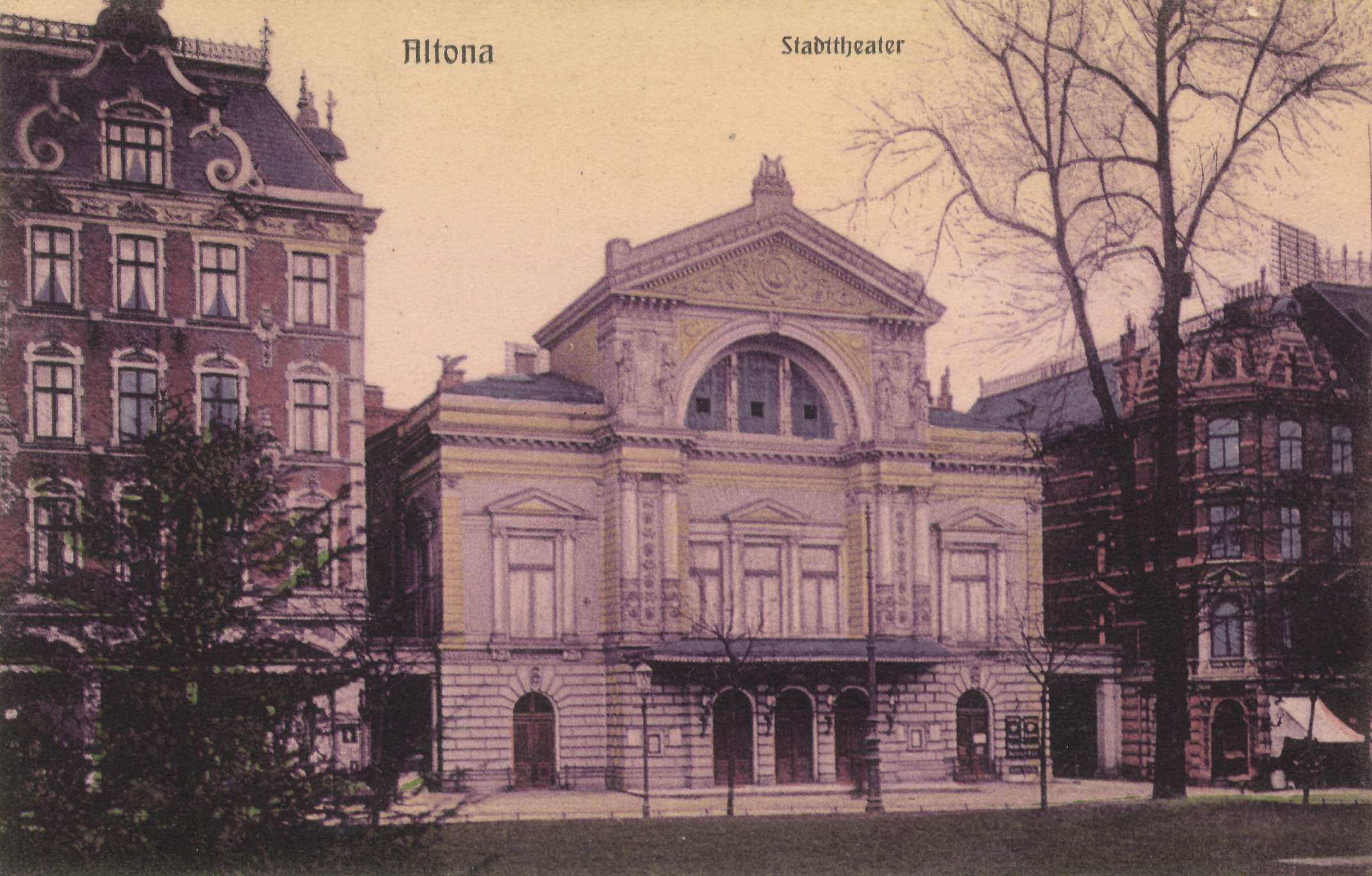
Altonaer Stadttheater in der Königstraße in Altona-Altstadt (ca. 1900)

In dem 1783 „zur Muße der Bürger“ eröffneten Schauspielhaus an der Palmaille fanden Charakterkomödien und Dramen ihre Spielstätte. Die Gesellschaft des Altonaer Schauspielhauses eröffnete nach dem Krieg 1876 das Theater in der Königstraße. Dort wurden verstärkt zeitgenössische Werke gespielt, was damals als große Ausnahme galt. Am 20. Juni 1919 wurde die Gesellschaft in Altonaer Stadttheater AG umfirmiert. 1943 fiel das Haus mit dem Theatersaal den Bomben zum Opfer.
Seit 1954 ist die Aula des ehemaligen Berufsschulzentrums Haus der Jugend (heute Berufliche Schule Energietechnik Altona) in der Museumstraße in Ottensen die Spielstätte. Der Gebäudekomplex wurde 1928–30 nach Plänen des Stadtbausenators Gustav Oelsner gebaut. Der im Stil des Neuen Bauens errichtete Stahlbetonbau steht im bewussten Kontrast zum Altonaer Rathaus und dem Altonaer Museum.